# 12610 Hãfez
12610 Hãfez è un asteroide della fascia principale. Scoperto nel 1960, presenta un'orbita caratterizzata da un semiasse maggiore pari a 2,8455904 UA e da un'eccentricità di 0,1008196, inclinata di 1,73396° rispetto all'eclittica.